# 10894 Nakai
10894 Nakai este un asteroid din centura principală de asteroizi.

## Descriere
10894 Nakai este un asteroid din centura principală de asteroizi. A fost descoperit pe 30 septembrie 1997 la Kitt Peak National Observatory în cadrul proiectului Spacewatch. El prezintă o orbită caracterizată de o semiaxă mare de 3,07 ua, o excentricitate de 0,22 și o înclinație de 2,0° în raport cu ecliptica.